# Centrale idroelettrica di Capodiponte
La centrale di Capodiponte è una centrale idroelettrica, situata a Taverna di Mezzo, nel comune di Ascoli Piceno.

## Caratteristiche
La centrale fa parte del sistema di centrali costruite sul fiume Tronto e sul torrente Castellano ed è costituita da due serie di gruppi Francis alimentati da entrambi i corsi d'acqua.
Sul Tronto la centrale segue quelle di Scandarella e di Venamartello, con le acque raccolte nel Lago di Colombara, nel comune di Acquasanta Terme per alimentare una galleria in pressione ed una condotta forzata con un salto di 97,5 m.
Dal lato del torrente Castellano, invece, viene alimentata dal Lago di Talvacchia con una galleria forzata di 3,5 km e due condotte forzate.
Le acque scaricate dalla centrale, poi, vengono successivamente sbarrate a Mozzano per alimentare la centrale di Porta Romana.